# Sabine Schut-Kery
Sabine Schut-Kery (Krefeld, Alemania, 10 de septiembre de 1968) es una jinete estadounidense que compite en la modalidad de doma.
Participó en los Juegos Olímpicos de Tokio 2020, obteniendo una medalla de plata en la prueba por equipos (junto con Adrienne Lyle y Steffen Peters). Ganó una medalla de oro en los Juegos Panamericanos de 2015, también en la prueba por equipos.

## Palmarés internacional
| Juegos Olímpicos     | Juegos Olímpicos | Juegos Olímpicos | Juegos Olímpicos |
| Año                  | Lugar            | Medalla          | Categoría        |
| -------------------- | ---------------- | ---------------- | ---------------- |
| 2020                 | Tokio (Japón)    | Medalla de plata | Por equipos      |
| Juegos Panamericanos |                  |                  |                  |
| Año                  | Lugar            | Medalla          | Categoría        |
| 2015                 | Toronto (Canadá) | Medalla de oro   | Por equipos      |